# 上原敏
上原 敏（うえはら びん、本名：松本 力治（まつもと りきじ）、1908年〈明治41年〉8月26日 - 1944年〈昭和19年〉7月29日）は、秋田県出身の歌手。
戦前に活躍した流行歌手で「妻恋道中」「裏町人生」などのヒット曲を持つが、第二次世界大戦で行方不明（のちに死亡認定）となった。最終学歴は専修大学卒業。

## 経歴

### 藤田との出会いは野球
1908年（明治41年）に秋田県北秋田郡大館町（現：秋田県大館市）の商家「ネリヤ」で生まれる。旧制秋田県立大館中学校在学中からヴァイオリンに夢中になり、音楽の素養を身につけた。スポーツは野球を得意とし、専修大学商学部に入学後も東都大学野球連盟に選手として出場している。ポジションは投手で、1933年（昭和8年）春と1934年（昭和9年）春の東京五大学リーグ戦優勝に貢献し、4年生では主将を務めた。
大学卒業後の1936年（昭和11年）にわかもと製薬宣伝部へ入社し、普通のサラリーマンとして社会人になったが野球は社会人野球チームに所属して続け、ある日の試合でレコード会社のポリドール野球部と対戦した。その際に、上原の遠縁の親戚でポリドールの幹部だった浪曲作家の秩父重剛から作詞家の藤田まさとを紹介され、レコードの吹き込みを勧められる。当時のポリドールには東海林太郎・新橋喜代三というスター歌手を抱えていたが、新たなスターの発掘にかなり注力していた時期でもあったからである。

### ポスト東海林太郎
1936年（昭和11年）にテスト盤として「須坂小唄」など4曲をレコーディングし、さらに浅草〆香、山中みゆきらと共演した「しゃんつく踊り」でポリドールからデビューした。芸名は、訳詩集「海潮音」の作者・上田敏に、当時の映画俳優・上原謙を捩った「上原敏」とした。前述のように「第2の東海林太郎」の育成に躍起だったポリドールは上原のデビューより前にタイヘイレコードから引き抜いた河崎一郎の宣伝に力を注いでいたが、河崎の人気が上昇しかけた矢先に河崎を巡って訴訟問題が起こり、「ポスト・東海林太郎」は自然に上原に注がれた。上原には義太夫好きだった父の影響を受けて邦楽の素養もあり、広沢虎造を意識した小節を利かせた歌い方は、正統派の東海林と違って大衆的なカラーが強かった。この時点で上原には「遠い湯の町」「恋の絵日傘」などのヒット曲は存在するものの、東海林の模倣と評されるなど伸び悩んでいた。
そんな上原に幸運が訪れる。1937年（昭和12年）に東海林が当時の子役・高峰秀子を養女に迎えようとした際にトラブルが起き、藤田と意見が対立した。一歩も引かない東海林に対して藤田は、東海林のために用意していた「妻恋道中」の吹き込みに上原を抜擢した。妻恋道中は発売されるや25万枚を超える大ヒットとなり、上原は流行歌手としての地位を確立した。

### スター歌手に

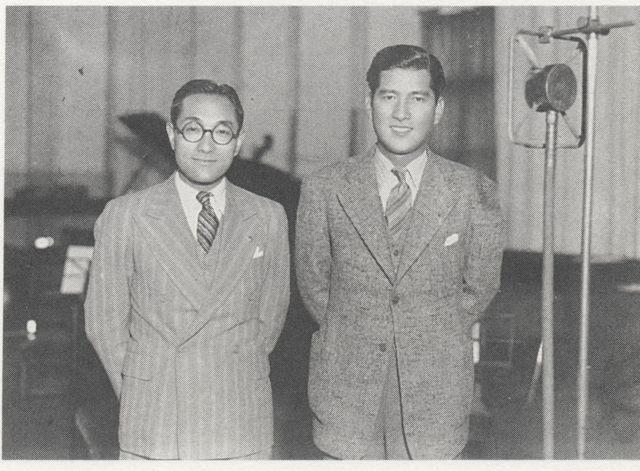
「愛馬の唄」宣伝用スチール（右は佐野周二、1938年）

上原はその後、立て続けに松竹映画の主題歌である「流転」、結城道子がソロでレコーディングする予定だった「裏町人生」と連続して大ヒット曲を出し、その素人臭さの中に柔らかさを持った上原の歌声が全国に流れた。この頃に秩父の義妹・澄子と結婚すると、それを祝うかのように発売された翌年の「鴛鴦道中」は、新人の青葉笙子とのデュエットで大ヒットとなった。上原の快進撃はまだ続き、前述の妻恋道中や「波止場気質」をはじめとしたヤクザもの（股旅もの）やマドロスものに、「上海だより」「南京だより」などのいわゆる“たより”もの、「流沙の護り」「聲なき凱旋」などの戦時歌謡、それ以外にも「徳利の別れ」「俺は船乗り」など、1937年（昭和12年）から1939年（昭和14年）にかけて東海林を追い越す勢いでヒット曲を量産した。このように異なるジャンルの流行歌を上手く歌い分け、幅広いファン層を獲得していく上原には銀幕への出演依頼も増え、東宝映画「ロッパ歌の都へ行く」「金語楼の大番頭」や、松竹映画「弥次喜多六十四州唄栗毛」「弥次喜多怪談道中」などにも特別出演している。中でも「ロッパ歌の都へ行く」には本職の流行歌手として出演し、「親恋道中」を歌う上原のステージを偲ぶことができる。同じポリドールに所属していた榎本健一の舞台にも出演し、秋田なまりの朴訥とした台詞まわしで人気を博していた。

### 近づく戦争の足音
1938年（昭和13年）3月から1942年（昭和17年）まで、上原は中国大陸を戦地慰問で通算7度訪問し、数多くの将兵の前で歌った。
しかし青葉笙子、山中みゆき、浅草染千代らと何度も戦地を慰問しては帰国直後からレコーディングするハードなスケジュールを消化していた上原は徐々に体調を崩すようになり、多数の薬を常用するようになっていった。そのために1941年（昭和16年）にヒットした「仏印だより」では声が荒れ、デビュー当時の柔らかな歌声は失われている。さらに第二次世界大戦が開戦すると、世間は勇壮な軍歌や叙情的な歌曲が中心となって上原が得意とした股旅歌謡は衰退し、さらに上原の歌い方そのものも時局に合わなくなって人気も凋落していった。
上原の性格は生真面目で、元々がサラリーマンだったこともあって流行歌手といっても質素な生活を続け、借家暮らしを通した上原であったが、いずれは歌手を廃業するつもりだったのか、千葉県で牧場を経営することを検討していたと澄子が述懐している。酒好きで後輩の面倒見も良かった上原は、誰からも「敏さん」と呼ばれて慕われており、さらに律儀な人柄でも知られたことから1939年（昭和14年）に日本コロムビアとテイチクが多額の支度金を用意して引き抜こうとした際にも、「こうして成功したのもポリドールのお陰です」と全く応じなかった。

### 召集、戦地へ
1942年（昭和17年）、東京・渋谷の劇場に出演してから大久保の自宅に帰ったところ、澄子から召集令状が来ていることを告げられた。しかし上原は、顔色も変えずにそのまま支度を始めたという（澄子の証言）。
ポリドール社長の鈴木幾三郎や山中みゆきらに上野駅で見送られ、地元・秋田で入営するため澄子と帰郷したが、積極的な慰問活動の実績や30代を迎えての召集には不可解な面も存在する。しかしこれは、上原敏と本名の松本力治を別人物と判断した秋田県のミスだった事が判明した。
入隊後は、上原が流行歌手であることを知っていた上官から何度も「報道班員として内地に残るように」と勧められたが、上原自ら戦地行きを希望し、輜重兵としてニューギニア戦線に赴いている。現地でも気軽に慰問に応じ、最前線の将兵を励まし続けた。
1944年（昭和19年）1月には澄子に宛てた軍事郵便が届き、現地の食糧事情の苦しさを知らせている。さらに戦地ではマラリアに感染し、死線を彷徨った。日本軍の敗色が濃厚となってきた7月、上原はウエワク方面で連合国軍の上陸による激しい戦闘に巻き込まれ、消息を絶った。

### 戦死とその後

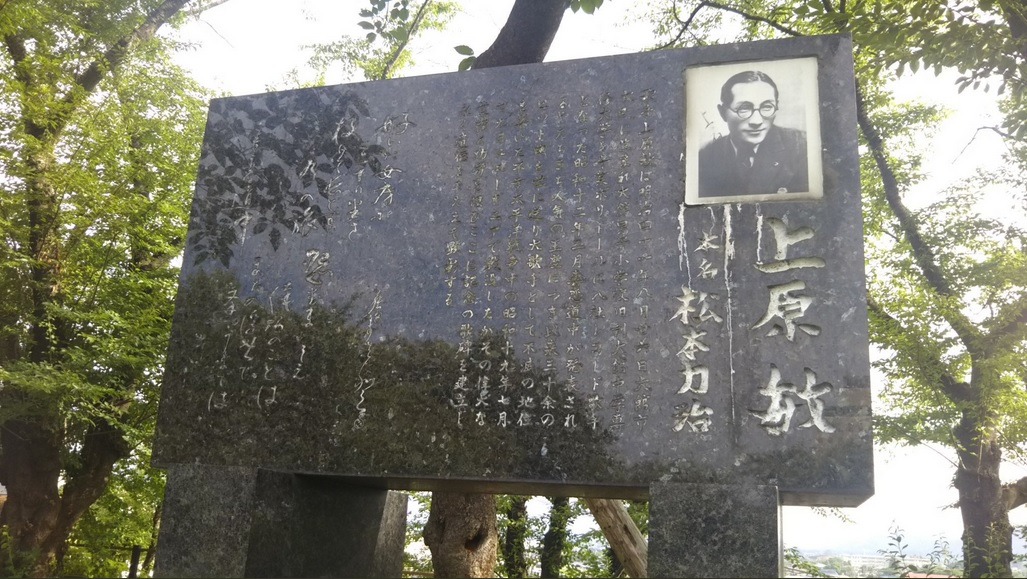
上原敏の顕彰碑

終戦後の1947年（昭和22年）、妻の澄子宛に「昭和19年7月29日、補充兵長・松本力治はニューギニア方面にて戦病死」との公報が届いた。ただし後日帰還した戦友が澄子に語ったところによれば「戦病死ではなく空襲を受けての戦死だった」「亡くなった日は4月30日」との証言もあり、詳細な最期は不明である。好敵手であった東海林が歌手としてデビューした年齢と同じ36歳での無念の死である。東海林はポリドールの「同僚」としてその死を悼み「上原君はどうも帰って来られなくなったらしい。大衆の心を捉える歌い方をするいい歌手だった」と知人に語ったという。
「鴛鴦道中」で上原と共にスターとなった青葉笙子は、結婚のために1941年（昭和16年）に芸能界を引退しており、上原が出征したことも知らなかったが、終戦直後に偶然見ていた新聞記事で上原の戦死を知った。青葉は、僅か7年間の歌手生活を駆け抜けた上原を偲んで顕彰活動を続け、平成に入ってからも澄子と上原の終焉の地を訪れ、英霊に届けとばかりに「流転」を歌って死を悼んだ。上原の人生は、サラリーマンから芸能界という華やかな世界に転進しながらも、一人の小市民として戦争という抵抗できない波の中に消されてしまった。
1976年（昭和51年）、上原の故郷である秋田県大館市の桂城公園に上原の顕彰碑が建立された。現在は、上原の戦死した日とされる7月29日に、慰霊祭である流転忌が毎年行われている。没後80年を迎えた2024年の流転忌には、20代の若者や留学生も参加しており、世代を超えた人気の高さを示している。
2000年（平成12年）9月26日には、ドキュメンタリー番組「ジャングルの鎮魂歌 ～上原敏と戦後～」（秋田テレビ制作）が放送されたほか、上原の没後70年を迎えた2014年（平成26年）には、母校の専修大学で企画展が開催され、多くの来場者を集めた。また、大館郷土博物館内の先人顕彰のコーナーでも、上原は小林多喜二、佐藤周子らとともに紹介されている。

## 代表曲
- 遠い湯の町　（1936.9）
作詞：松坂直美／作曲：大村能章／編曲：
- 恋の絵日傘　（1936.12）
作詞：矢島寵児／作曲：島口駒夫／編曲：
- 妻恋道中　（1937.4）
作詞：藤田まさと／作曲：阿部武雄／編曲：阿部武雄
- 声なき凱旋　（1937.6）
作詞：島田磬也／作曲：佐藤富房／編曲：細田定雄
- 流転　（1937.7）
作詞：藤田まさと／作曲：阿部武雄／編曲：
- 裏町人生　共演：結城道子　（1937.8）
作詞：島田磬也／作曲：阿部武雄／編曲：阿部武雄
- 流沙の護り　（1937.10）
作詞：紫室代介／作曲：佐藤富房／編曲：細田定雄
- 上海だより　（1938.1）
作詞：佐藤惣之助／作曲：三界稔／編曲：三界稔
- 鴛鴦道中　共演：青葉笙子　（1938.1）
作詞：藤田まさと／作曲：阿部武雄／編曲：阿部武雄
- いろは仁義　（1938.2）
作詞：佐藤惣之助／作曲：谷のぼる／編曲：細田定雄
- 泣き笑いの人生　共演：東海林太郎　（1938.4）
作詞：島田磬也／作曲：飯田景応／編曲：細田定雄
- 南京だより　（1938.4）
作詞：佐藤惣之助／作曲：山田栄一／編曲：山田栄一
- 徳利の別れ(赤垣源蔵の唄)　（1938.5）
作詞：野村俊夫／作曲：阿部武雄／編曲：細田定雄
- 波止場気質　（1938.7）
作詞：島田磬也／作曲：飯田景応／編曲：飯田景応
- 愛馬の唄　共演：佐野周二　（1938.8）
作詞：清水みのる／作曲：山田栄一／編曲：山田栄一
- 北満だより　（1938.12）
作詞：佐藤惣之助／作曲：三界稔／編曲：（1938）
- 部隊長と兵隊   共演:東海林太郎  (1938)
作詞：佐藤惣之助／作曲：飯田景応／編曲：飯田景応
- 俺は船乗り　（1939.2）
作詞：大木惇夫／作曲：倉若晴生／編曲：倉若晴生
- 親恋道中　（1939.3）
作詞：藤田まさと／作曲：服部逸郎／編曲：服部逸郎
- 追分道中　（1939.7）
作詞：藤田まさと／作曲：服部逸郎／編曲：服部逸郎
- 男船乗り　（1939.12）
作詞：樋口晴雄／作曲：飯田景応／編曲：飯田景応
- 鴛鴦春姿　共演：青葉笙子　（1940）
作詞：藤田まさと／作曲：長津義司／編曲：
- 仏印だより　（1941.1）
作詞：小島政二郎／作曲：飯田景応／編曲：飯田景応
- 南海の護り　（1942.5）
作詞：逵原実／作曲：東條武士／編曲：
- 潜水艦日記　（1943.3）
作詞：矢島寵兒／作曲：若倉晴生／編曲：倉若晴生